# Diospyros sparsirama
Diospyros sparsirama är en tvåhjärtbladig växtart som beskrevs av William Philip Hiern och S. Greves. Diospyros sparsirama ingår i släktet Diospyros och familjen Ebenaceae. Inga underarter finns listade i Catalogue of Life.